# 지금, 말하고 싶은 누군가가 있어
〈지금, 말하고 싶은 누군가가 있어〉(일본어: 今、話したい誰かがいる 이마, 하나시타이 다레카가 이루[*])는 노기자카46의 13번째 싱글이다.

## 개요
전작 〈태양 노크〉로부터 약 3개월 만의 싱글이다.

## 수록곡

### TYPE-A
자켓 사진 (표지):시라이시 마이·니시노 나나세
CD
1. 今、話したい誰かがいる / 지금, 말하고 싶은 누군가가 있어
(작사: 아키모토 야스시 / 작곡·편곡: Akira Sunset, APAZZI)
2. 嫉妬の権利 / 질투의 권리
(작사: 아키모토 야스시 / 작곡·편곡: 마루야마 마유코)
3. ポピパッパパー / 포피팟파파
(작사: 아키모토 야스시 / 작곡·편곡: Akira Sunset, ha-j)
4. 今、話したい誰かがいる off vocal ver.
5. 嫉妬の権利 off vocal ver.
6. ポピパッパパー off vocal ver.

DVD
1. 今、話したい誰かがいる music video
2. ポピパッパパー music video
3. 이쿠타 에리카
4. 이코마 리나
5. 이노우에 사유리
6. 카와고 히나
7. 카와무라 마히로
8. 키타노 히나코
9. 사이토 유리
10. 사쿠라이 레이카
11. 사사키 코토코
12. 니시노 나나세
13. 히구치 히나
14. 와카츠키 유미

### TYPE-B
자켓 사진 (표지):에토 미사·후카가와 마이
CD
1. 今、話したい誰かがいる / 지금, 말하고 싶은 누군가가 있어
2. 嫉妬の権利 / 질투의 권리
3. 大人への近道 / 어른으로의 지름길
(작사: 아키모토 야스시 / 작곡·편곡: 후루카와 타카히로)
4. 今、話したい誰かがいる off vocal ver.
5. 嫉妬の権利 off vocal ver.
6. 大人への近道 off vocal ver.

DVD
1. 今、話したい誰かがいる music video
2. 大人への近道 music video
3. 아키모토 마나츠
4. 이토 카린
5. 이토 쥰나
6. 이토 마리카
7. 사이토 아스카
8. 시라이시 마이
9. 테라다 란제
10. 나카모토 히메카
11. 나가시마 세이라
12. 호시노 미나미
13. 야마자키 레나
14. 와타나베 미리아

### TYPE-C
자켓 사진 (표지):아키모토 마나츠·이쿠타 에리카·사이토 아스카·타카야마 카즈미·하시모토 나나미·호시노 미나미
CD
1. 今、話したい誰かがいる / 지금, 말하고 싶은 누군가가 있어
2. 嫉妬の権利 / 질투의 권리
3. 悲しみの忘れ方 / 슬픔을 잊는 법
(작사: 아키모토 야스시 / 작곡: 콘도 케이치 / 편곡: 쿠시타 마인)
4. 今、話したい誰かがいる off vocal ver.
5. 嫉妬の権利 off vocal ver.
6. 悲しみの忘れ方 off vocal ver.

DVD
1. 今、話したい誰かがいる music video
2. 嫉妬の権利 music video
3. 에토 미사
4. 사이토 치하루
5. 사가라 이오리
6. 신우치 마이
7. 스즈키 아야네
8. 타카야마 카즈미
9. 나카다 카나
10. 노죠 아미
11. 하시모토 나나미
12. 후카가와 마이
13. 호리 미오나
14. 마츠무라 사유리
15. 와다 마야

### 통상반·애니반
자켓 사진 (통상반 표지):이코마 리나·이토 마리카·이노우에 사유리·사쿠라이 레이카·마츠무라 사융리·와카츠키 유미
자켓 사진 (애니반 표지):나루세 준
CD
1. 今、話したい誰かがいる / 지금, 말하고 싶은 누군가가 있어
2. 嫉妬の権利 / 질투의 권리
3. 隙間 / 극간
(작사: 아키모토 야스시 / 작곡·편곡: Akira Sunset, Carlos K.)
4. 今、話したい誰かがいる off vocal ver.
5. 嫉妬の権利 off vocal ver.
6. 隙間 off vocal ver.

## 선발 멤버

### 지금, 말하고 싶은 누군가가 있어
(센터:시라이시 마이, 니시노 나나세)
- 1열: 에토 미사, 니시노 나나세, 시라이시 마이, 후카가와 마이
- 2열: 사이토 아스카, 타카야마 카즈미, 하시모토 나나미, 이쿠타 에리카, 아키모토 마나츠, 호시노 미나미
- 3열: 사쿠라이 레이카, 와카츠키 유미, 이코마 리나, 마츠무라 사유리, 이토 마리카, 이노우에 사유리

### 질투의 권리
(센터:나카모토 히메카, 호리 미오나)
- 이토 카린, 이토 쥰나, 카와고 히나, 카와무라 마히로, 키타노 히나코, 사이토 치하루, 사이토 유리, 사가라 이오리, 사사키 코토코, 신우치 마이, 스즈키 아야네, 테라다란제, 나카다 카나, 나카모토 히메카, 나가시마 세이라, 노죠 아미, 히구치 히나, 호리 미오나, 야마자키 레나, 와타나베 미리아, 와다 마야

### 포피팟파파
- 아키모토 마나츠, 이쿠타 에리카, 이코마 리나, 이토 마리카, 이노우에 사유리, 에토 미사, 사이토 아스카, 사쿠라이 레이카, 시라이시 마이, 타카야마 카즈미, 니시노 나나세, 후카가와 마이, 호시노 미나미, 마츠무라 사유리, 와카츠키 유미

### 어른으로의 지름길
유닛 〈셍크 에투알〉
(센터:호리 미오나)
- 키타노 히나코, 테라다 란제, 나카다 카나, 나카모토 히메카, 호리 미오나

### 슬픔을 잊는 법
- 아키모토 마나츠, 이쿠타 에리카, 이코마 리나, 이토 마리카, 이노우에 사유리, 에토 미사, 사이토 아스카, 사이토 유리, 사쿠라이 레이카, 시라이시 마이, 신우치 마이, 타카야마 카즈미, 니시노 나나세, 하시모토 나나미, 후카가와 마이, 호시노 미나미, 마츠무라 사유리, 와카츠키 유미

### 극간
- 이토 마리카, 이노우에 사유리, 사이토 유리, 사쿠라이 레이카, 나카다 카나, 니시노 나나세, 와카츠키 유미